# Rotan

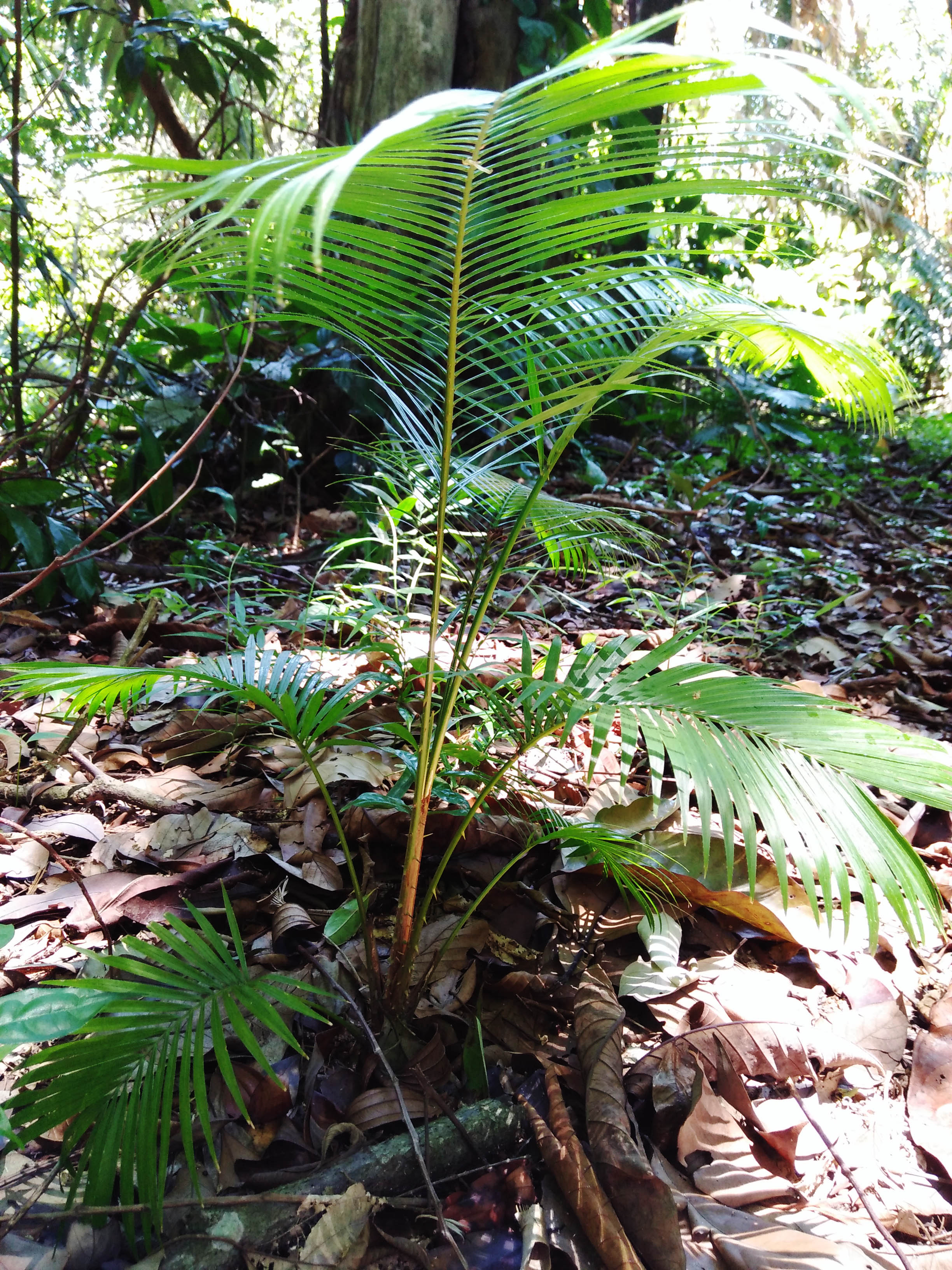
Mladá rostlina rotanu rákosového

Rotan (Calamus) je rod palem, rozšířený v tropech Starého světa. Jsou to dvoudomé, trnité, převážně šplhavé palmy s dlouhým tenkým stonkem a zpeřenými listy. Květy v rozvolněných květenstvích jsou opylovány hmyzem. Rod zahrnuje v současném taxonomickém pojetí více než 400 druhů, což jej činí největším rodem palem. Jsou rozšířeny v tropické Asii, Austrálii a Tichomoří, jeden druh roste v rovníkové Africe. Centrum druhové diverzity je v jihovýchodní Asii. Rostou na pestré škále tropických lesních biotopů od nížin do hor.
Rotany rodu Calamus jsou v Asii nejvýznamnějším zdrojem ratanového rákosu. Tato surovina je získávána zejména v jihovýchodní Asii z celé řady převážně divoce rostoucích druhů. Mimo to tyto palmy poskytují jedlé plody, palmové zelí či barvivo a jsou rovněž využívány v domorodé medicíně.

## Popis
Rotany jsou dvoudomé, trnité, solitérně nebo svazčitě rostoucí, převážně šplhavé palmy s dlouhým, tenkým stonkem šplhajícím do korunního patra lesního porostu, některé druhy ale rostou vzpřímeně nebo mají jen krátký a podzemní stonek. U druhu Calamus manan byla naměřena délka stonku 200 metrů, což je v rámci rostlinné říše u nevětveného stonku rekord. Listy jsou zpeřené, trnité, řapíkaté, u šplhavých druhů většinou na vrcholu vybíhající v bičovitý otrněný výběžek (cirrus), na rubu někdy bělavé nebo šedé. Některé šplhavé druhy mají trnité drátovité výběžky (flagellum), které vznikají přeměnou sterilních květenství a slouží podobně jako výběžky listů jako opora při šplhání. Listové pochvy jsou dlouze trubicovité a trnité, starší stonky někdy olysávají a odhalují dlouhá či kratší internodia.
Květenství bývají prodloužená, řídce větvená do 2. až 3. řádu, samčí zpravidla více větvená než samičí. Jednopohlavné květy mají trojčetný kalich a korunu.
Samičí květy bývají větší než samčí a obsahují 6 tyčinek. Semeník samičích květů obsahuje tři komůrky, v nichž je po 1 vajíčku, a na vrcholu nese 3 zahnuté blizny. Mimo to je v nich přítomno 6 sterilních staminodií.
Plody jsou převážně drobné, různě zbarvené a tvarované, obvykle jednosemenné (výjimečně až trojsemenné), na povrchu pokryté překrývajícími se šupinami. Dužnina (mezokarp) je obvykle velmi tenká, tvrdá pecka (endokarp) není vyvinuta. Plody obvykle obsahují jediné semeno s homogenním nebo ruminátním endospermem a tlustým dužnatým osemením (sarcotesta).

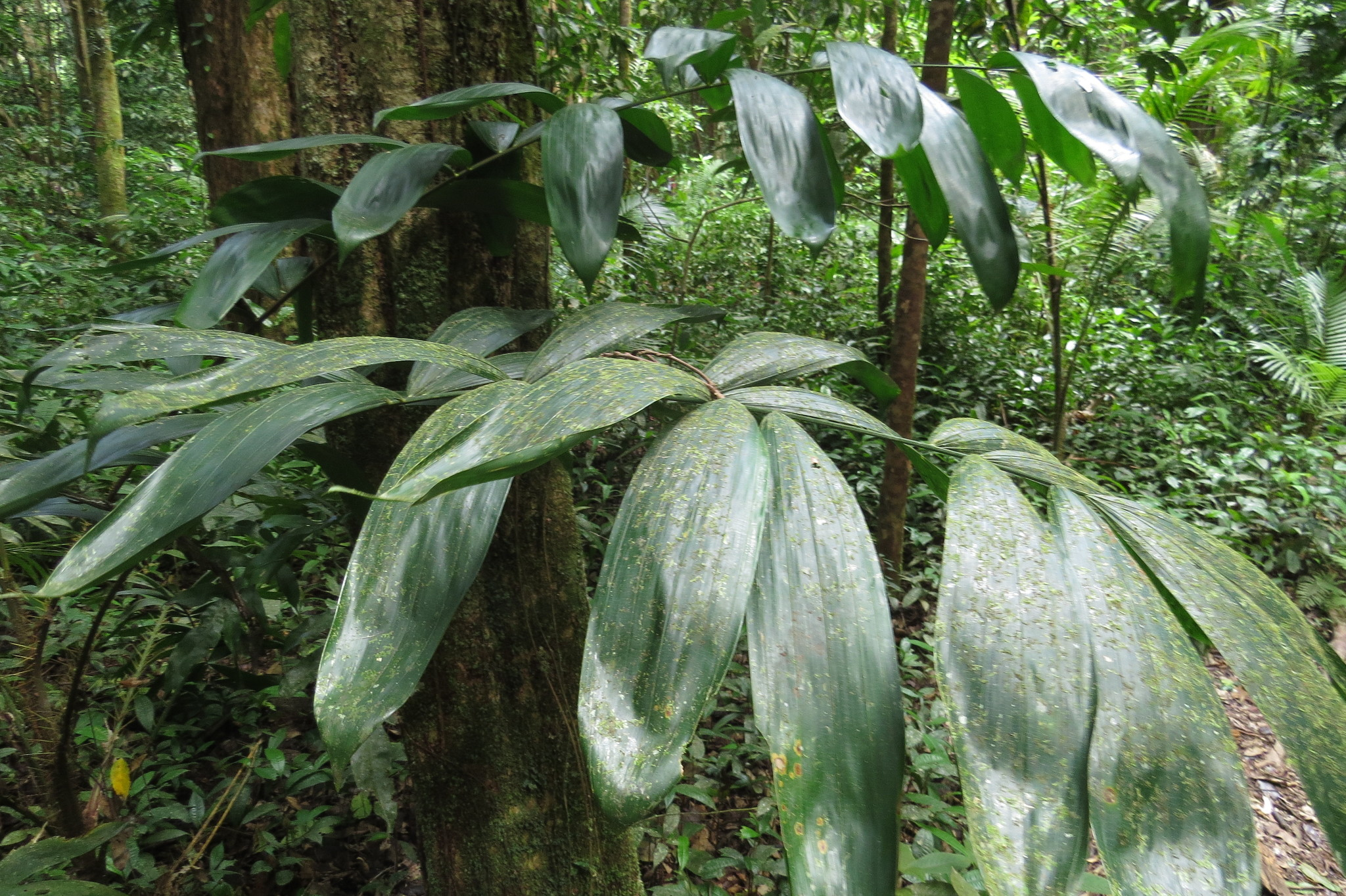
Listy Calamus vitiensis
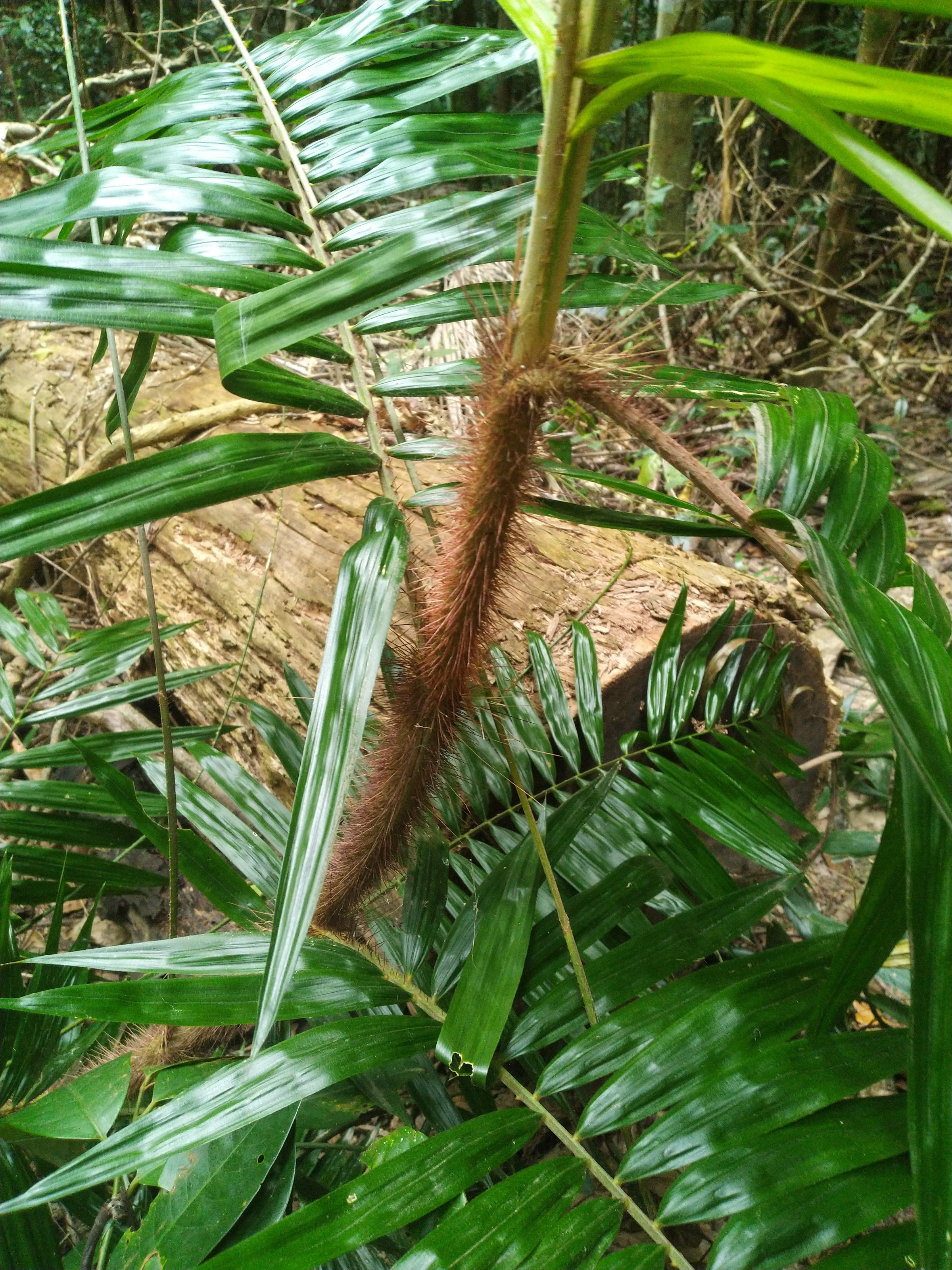
Calamus australis
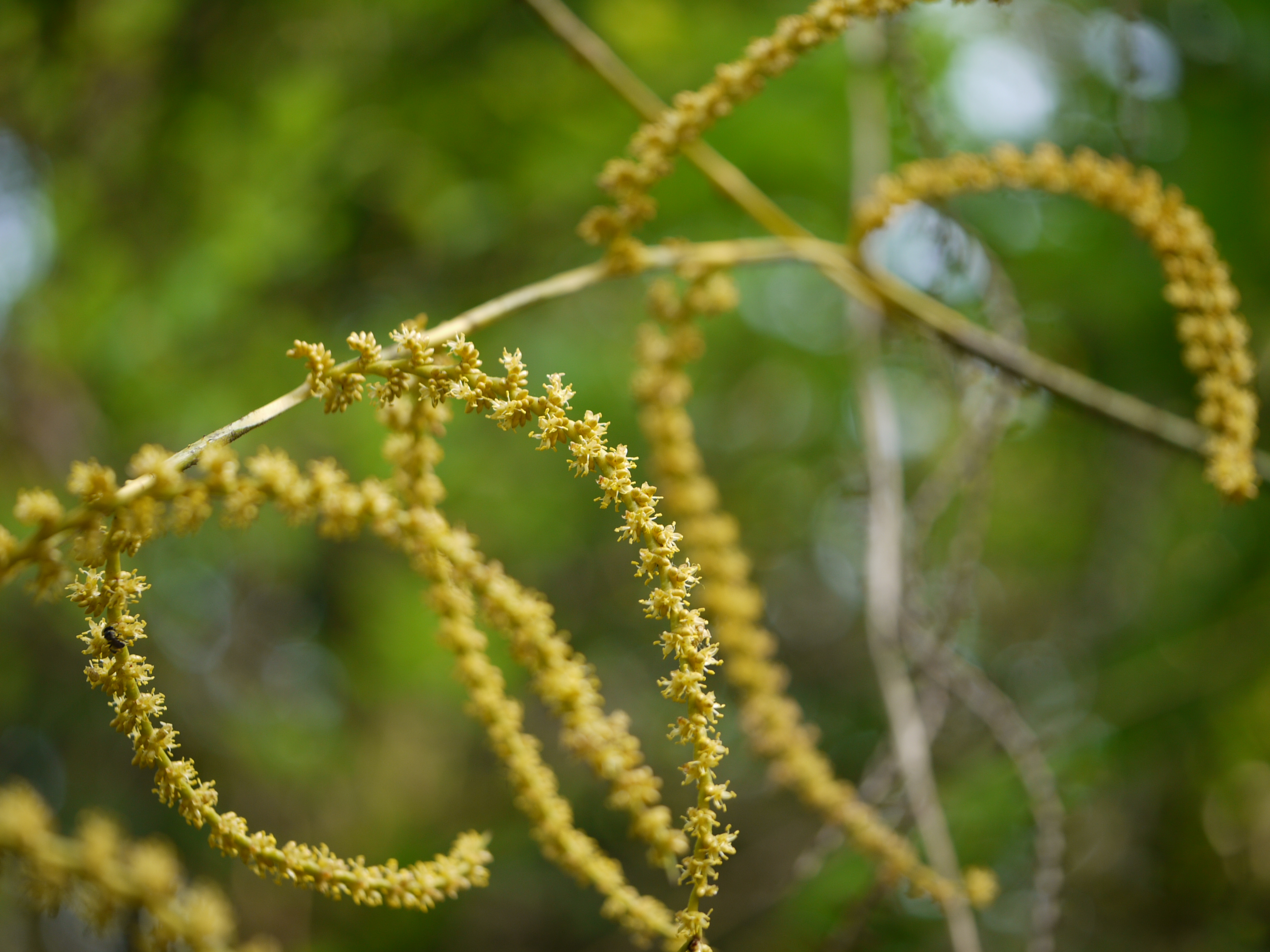
Detail květenství Calamus pseudotenuis
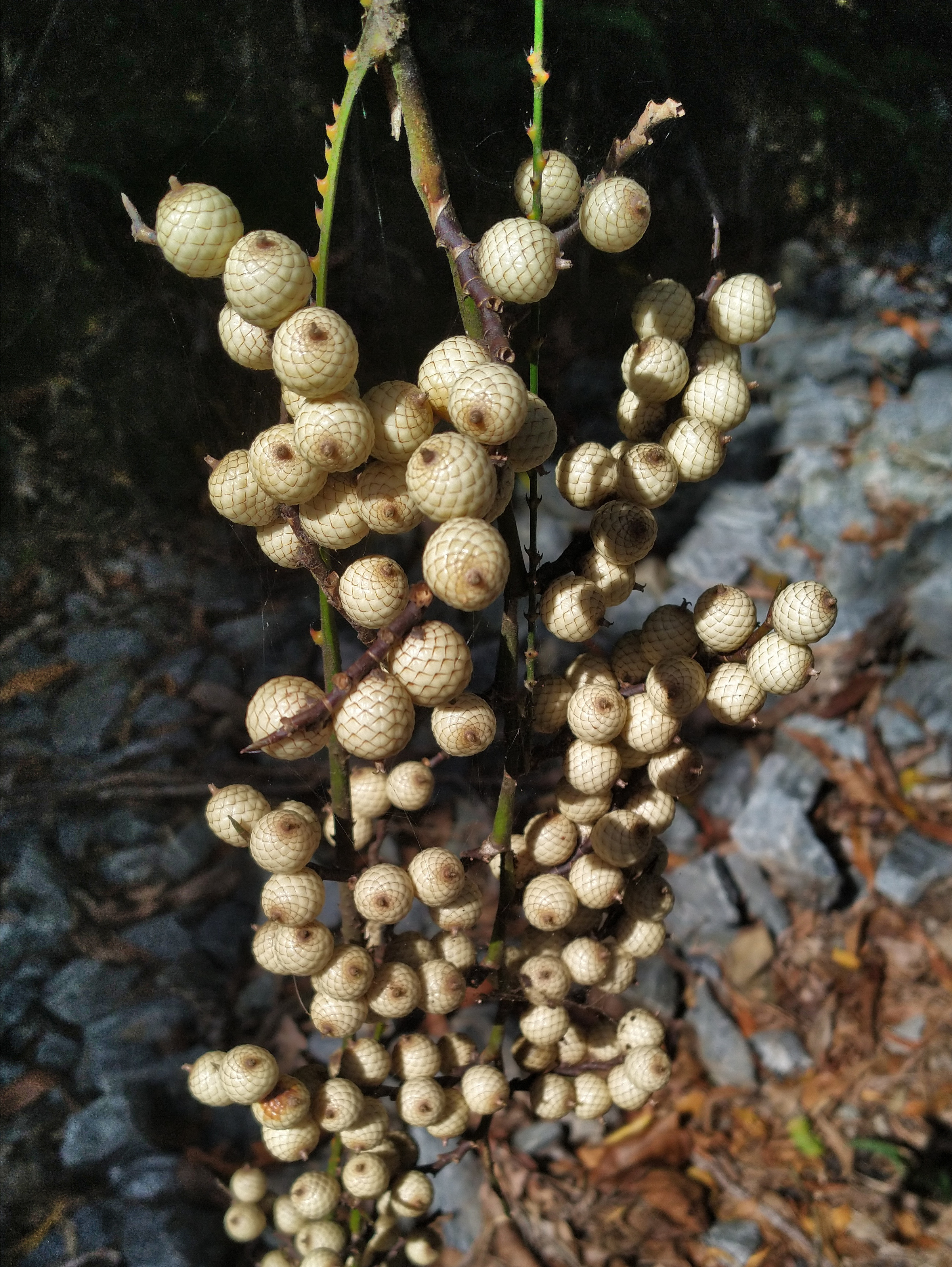
Plodenství Calamus australis

## Rozšíření
Rod Calamus zahrnuje v současném taxonomickém pojetí asi 414 druhů, což z něj činí největší rod palem. Je rozšířen v tropech Starého světa.
Areál v tropické Asii sahá od Indického subkontinentu přes jižní Čínu, Indočínu a jihovýchodní Asii po Tichomoří a severovýchodní Austrálii. V Africe je rod zastoupen jediným druhem (Calamus deerratus), jehož rozsáhlý areál sahá od Guinejského zálivu na východ po jihozápadní Súdán a Ugandu a na jih po severní Angolu a Zimbabwe. Na Madagaskaru chybí.
Centrum druhové diverzity je v jihovýchodní Asii (zejména na Borneu), sekundární centrum se nachází na Nové Guineji.
Rotany rostou v pestré škále biotopů od tropických deštných lesů po sezónně suché a monzunové oblasti a od nížin po montánní stupeň. Nejvyšších nadmořských výšek, okolo 3000 m, dosahuje na Borneu Calamus gibbsianus. Druh Calamus erinaceus roste v okrajové zóně mangrovů. Některé druhy mají specifické nároky na podloží a vyhledávají výhradně vápencové či ultrabazické podklady.

## Ekologické interakce
Květy rotanů mají zatuchlý nebo nakyslý pach a jsou opylovány hmyzem, zejména brouky, vosami a mouchami.
Na listech se živí housenky řady druhů motýlů z čeledi soumračníkovití (Acerbas anthea, Cephrenes augiades, C. chrysozona, Erionota acroleucus, E. thrax, Gangara lebadea, G. thyrsis, Hyarotis adrastus, Mimene atropatene, Quedara monteithi, Salanoemia sala, Zela excellens) a rovněž některé babočky (Coelites euptychioides, Elymnias agondas, Elymnias hypermnestra, Neorina crishna). Soumračník Gangara thyrsis je v Asii častým škůdcem hospodářsky využívaných rotanových porostů.

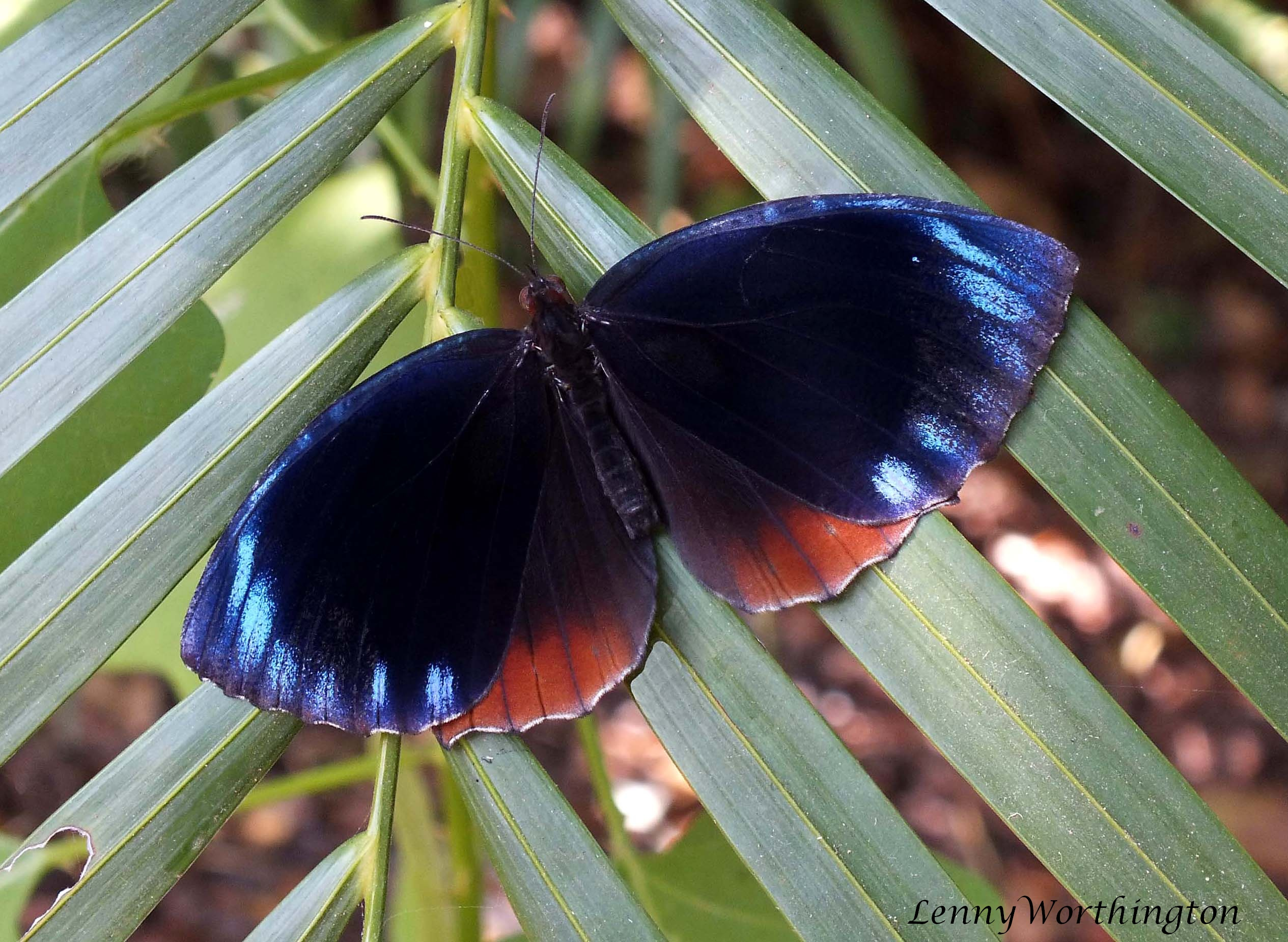
Babočka Elymnias hypermnestra
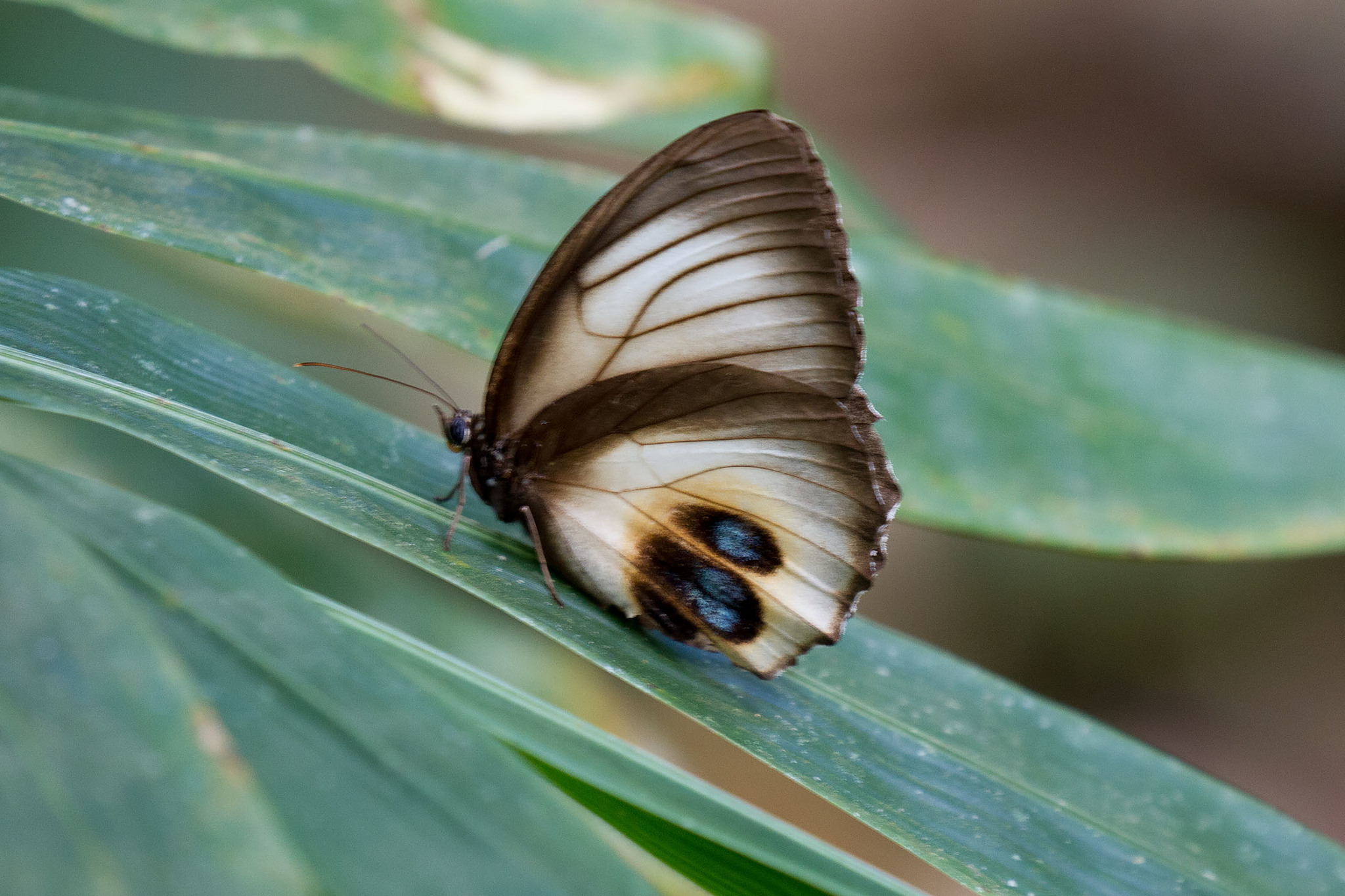
Babočka Elymnias agondas
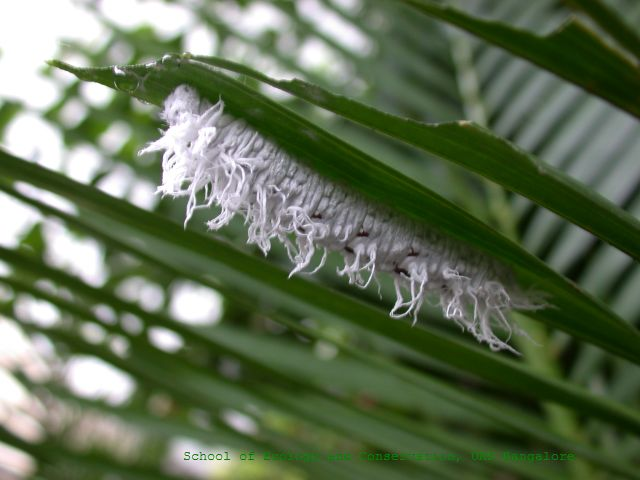
Housenka soumračníka Gangara thyrsis

## Taxonomie a etymologie
Rod Calamus je v rámci čeledi Arecaceae řazen do podčeledi Calamoideae, tribu Calameae a samostatného monogenerického subtribu Calaminae. Představuje nejodvozenější skupinu podčeledi Calamoideae.
Výsledky molekulárních fylogenetických studií ukázaly, že rod Calamus v klasickém pojetí je parafyletický, neboť ve svém vývojovém stromu obsahuje vmezeřené vývojové větve ostatních rodů subtribu Calaminae. Tyto rody byly následně v roce 2015 vřazeny do rodu Calamus. Jedná se o bývalé rody Calospatha (1 druh na Malajském poloostrově), Ceratolobus (6 druhů v jihovýchodní Asii), Daemonorops (101 druhů v tropické Asii), Pogonotium (3 druhy v jihovýchodní Asii) a Retispatha (1 druh na Borneu).
Rodový název Calamus pochází z řeckého slova καλαμος, rákos.
Název rotan či ratan pochází z malajského slova rotan, označujícího šplhavé palmy.

## Zástupci
- rotan brvitý (Calamus ciliaris)
- rotan dračí (Calamus draco, syn. Daemonorops draco)

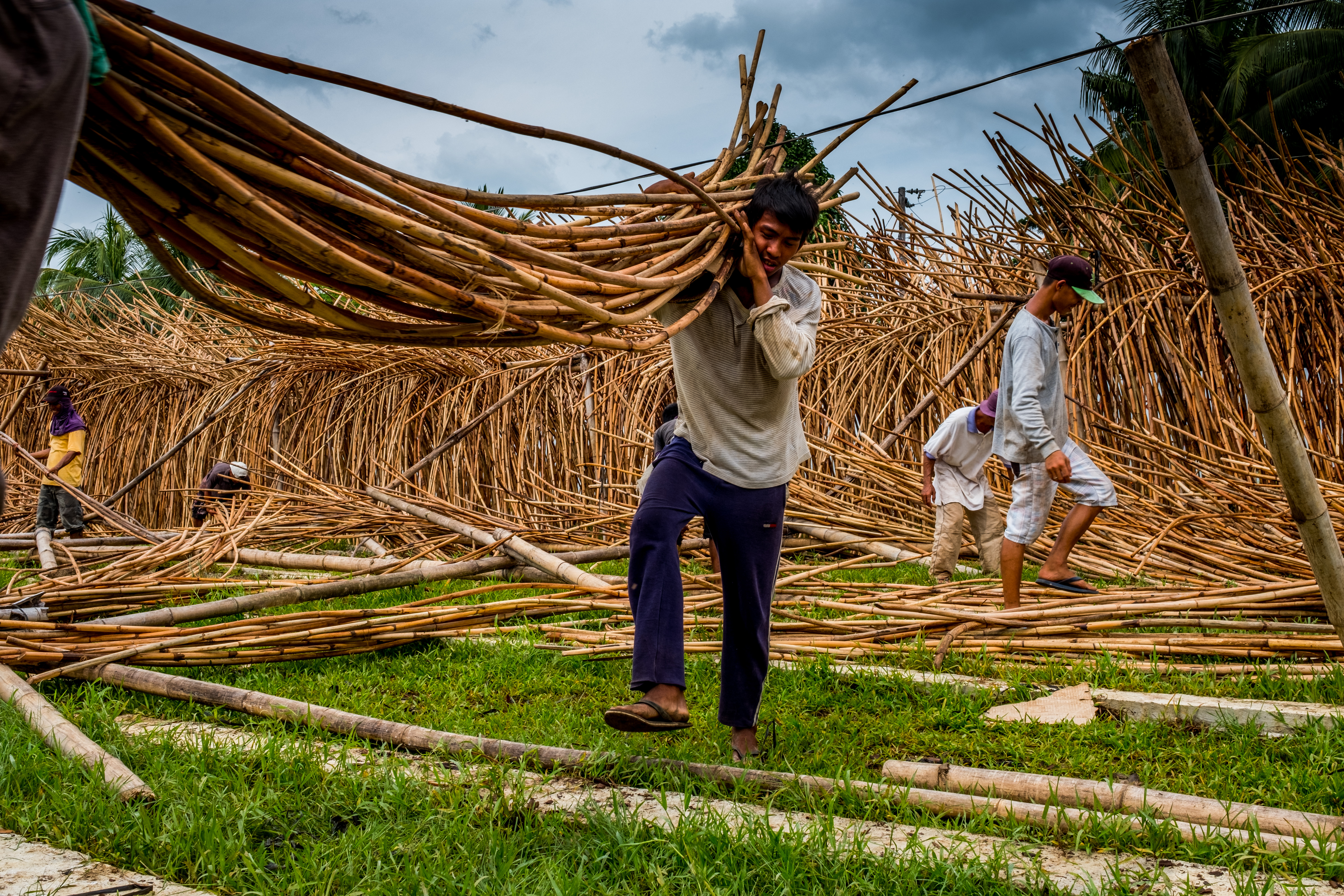
Zpracovávání ratanu na Filipínách

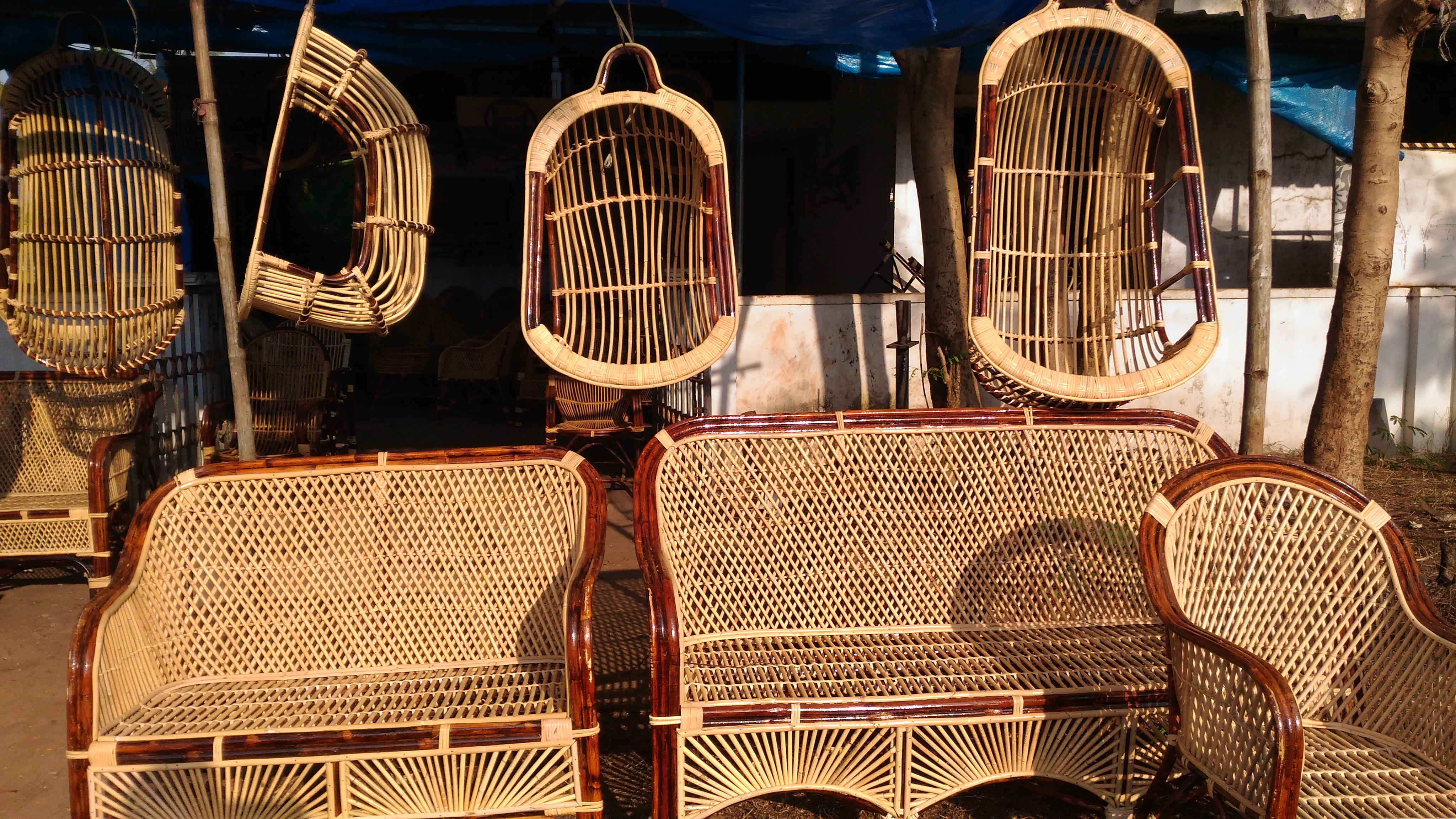
Výrobky z ratanu

- rotan rákosový (Calamus rotang)[11]

## Význam
Rotany rodu Calamus jsou v tropické Asii nejvýznamnějším zdrojem ratanového rákosu. Většina tohoto materiálu na světových trzích pochází z jihovýchodní Asie, kde je získáván převážně z divoce rostoucích rostlin.
K tomuto účelu je využívána celá řada šplhavých druhů, mezi jinými Calamus palustris, v jihovýchodní Asii C. caesius, C. crinitus (syn. Daemonorops sabut), C. exilis, C. optimus, C. ornatus, C. scipionum, C. validus (syn. Daemonorops robusta) aj., v Číně C. egregius, C. melanochaetes (syn. Daemonorops jenkinsiana), C. tetradactylus a C. wailong.
Řada druhů poskytuje jedlé plody nebo palmové zelí. Červená pryskyřice, která vytéká mezi šupinami plodů některých druhů bývalého rodu Daemonorops, bývala využívána jako barvivo („dračí krev“). Listy se lokálně využívají jako střešní krytina.
Řada druhů má význam v domorodé medicíně, kde se využívá zejména jejich adstringentního účinku při léčení různých potíží s trávicím ústrojím, dále při kašli a nachlazení, na uštkutí hadem či k vypuzení střevních parazitů. Rotany mají i rituální a magický význam na ochranu domu před zlými duchy, při změně bydliště po svatbě ap.

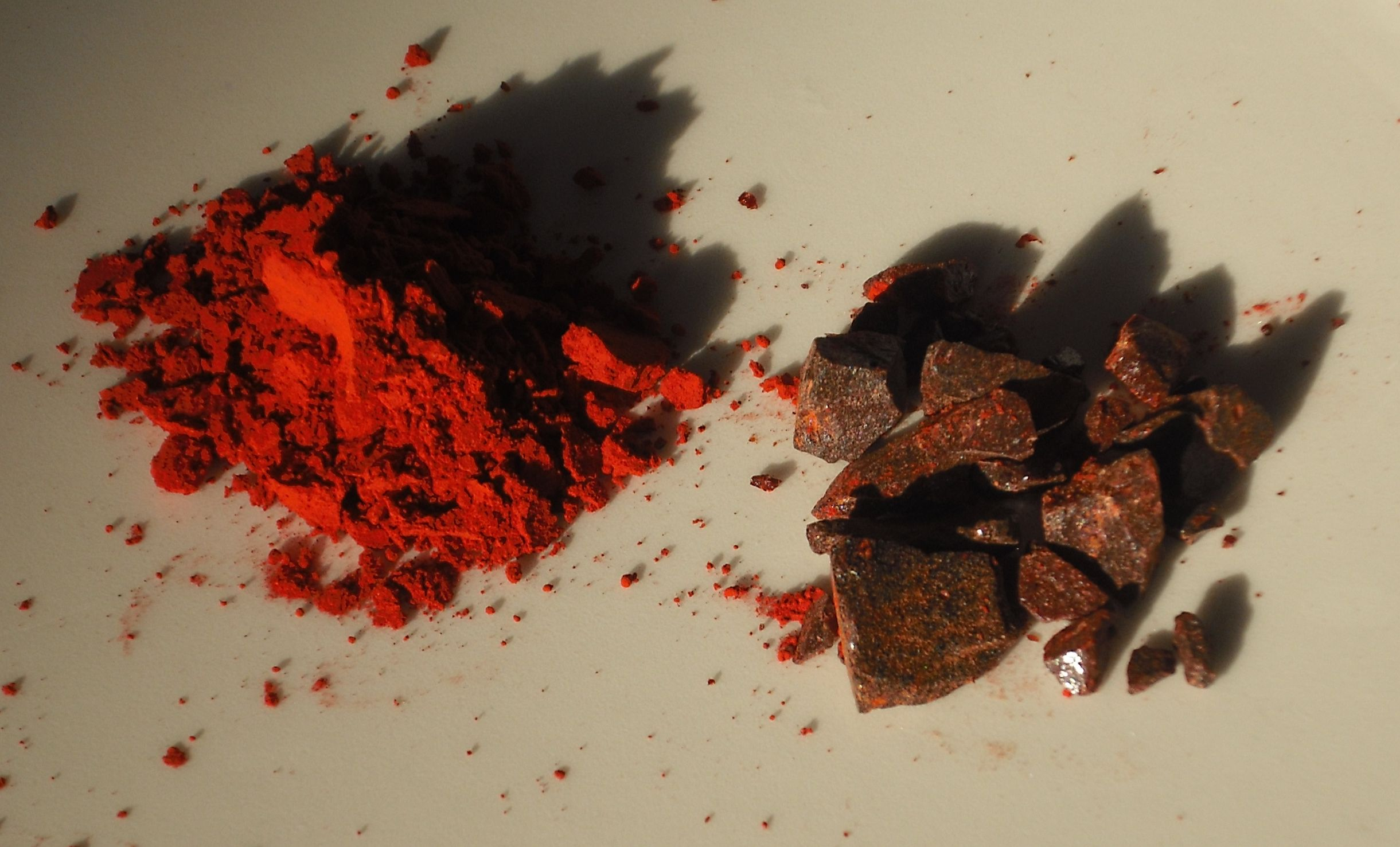
Dračí krev z rotanu dračího (Calamus draco)
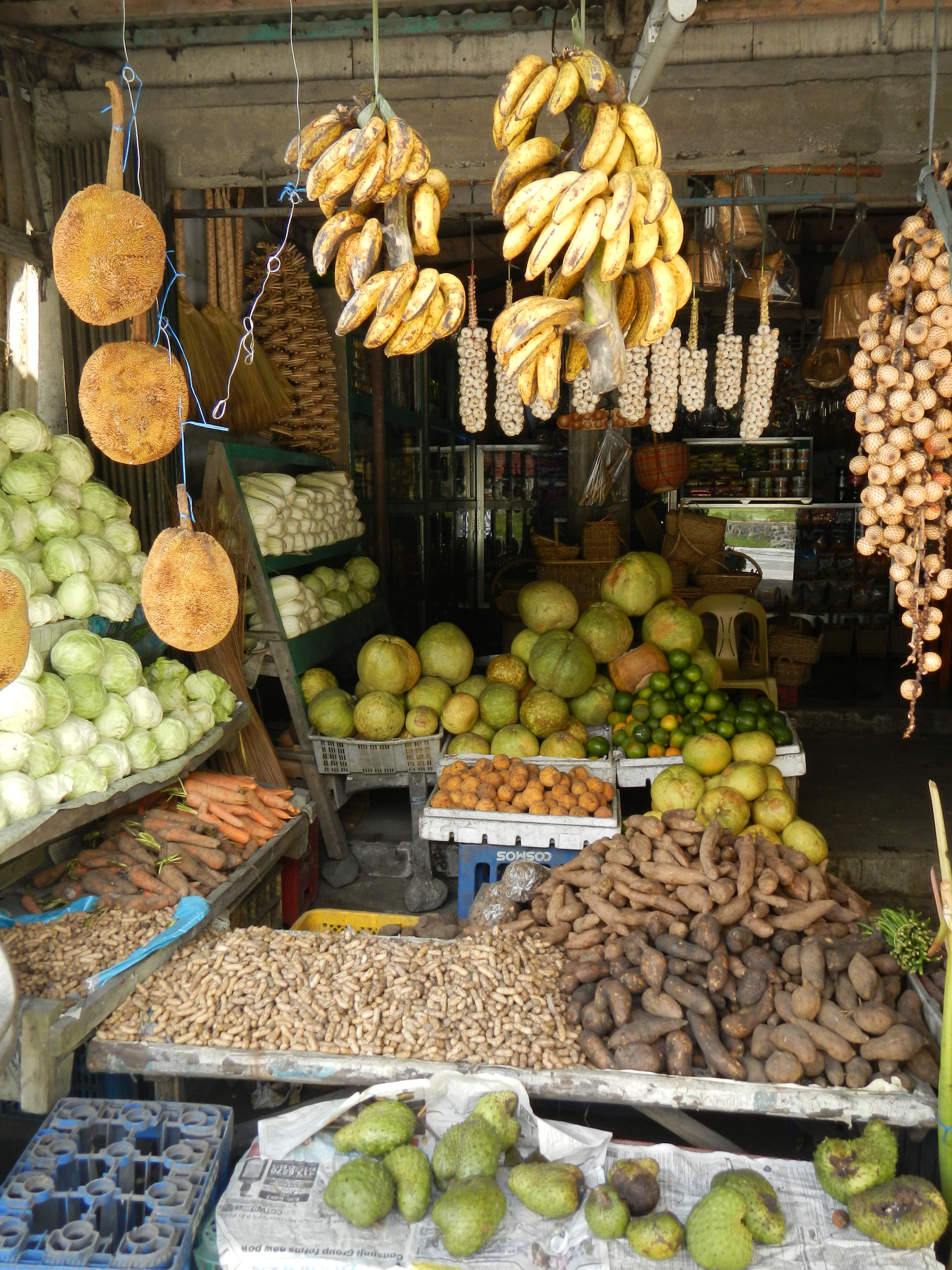
Plodenství rotanu dračího na tržišti v Santa Fé (zcela vpravo)
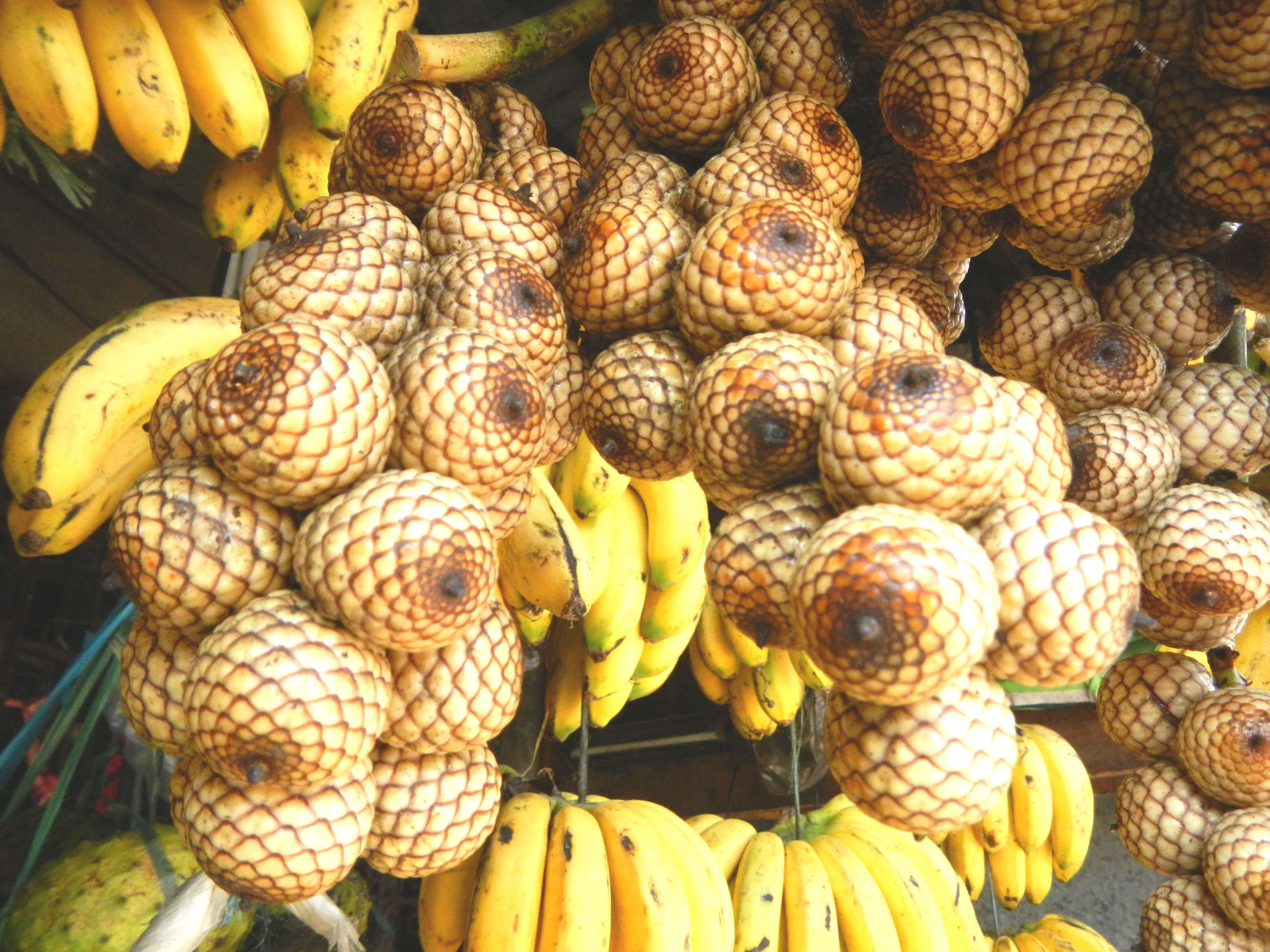
Jedlé plody Calamus manillensis